# Juri Derenikowitsch Apressjan

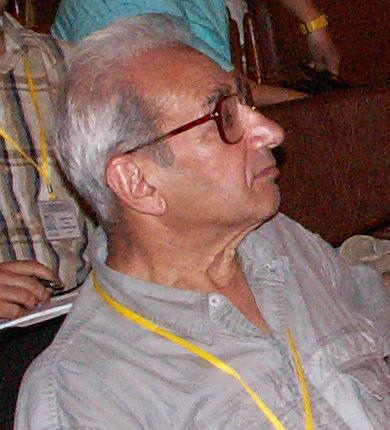
Juri Derenikowitsch Apressjan im Jahr 2006 auf der Krim

Juri Derenikowitsch Apressjan (russisch Ю́рий Дерени́кович Апреся́н, wiss. Transliteration Jurij Derenikovič Apresjan; * 2. Februar 1930 in Moskau; † 12. Mai 2024 ebendort.) war ein russischer Linguist und Lexikograph.
Apressjan war Absolvent des Moskauer Staatlichen Pädagogischen Instituts für Fremdsprachen (jetzt Staatliche Linguistische Universität Moskau), gehörte zum Kreis der Moskauer Semantischen Schule (Igor Meltschuk, Alexander Scholkowski u. a.), hatte u. a. 1994 eine Gastprofessur an der Ludwig-Maximilians-Universität München und war danach Leiter der Abteilung für Theoretische Semantik am Institut für russische Sprache der Russischen Akademie der Wissenschaften. 1992 wurde er zum Mitglied der Russischen Akademie der Wissenschaften gewählt. Ab 2008 war er auswärtiges Mitglied der Armenischen Akademie der Wissenschaften.

## Akademisches Wirken
- Mitarbeit in leitender Funktion am Maschinellen Übersetzungssystem ETAP
- wesentlicher Beitrag zum Bedeutung-Text-Modell auf dem Gebiet der Lexikalischen Semantik
- Autor mehrerer ein- und zweisprachiger Wörterbücher (engl.-russ., Synonymie-Wörterbücher, Mitautor des Erklärend-Kombinatorischen Wörterbuchs (EKW) und des Synonymwörterbuchs «Novyj obʺjasnitelʹnyj slovarʹ sinonimov russkogo jazyka»)

## Tätigkeiten
- 1960–1972: Institut für russische Sprache an der Akademie der Wissenschaften der UdSSR
- 1972–1985: Institut „Informelektro“
- 1985–1994: Institut für Probleme der Informationsübertragung an der Russischen Akademie der Wissenschaften
- ab 1994: Abteilung Theoretische Semantik am Institut für russische Sprache der Russischen Akademie der Wissenschaften
- ab 1996: Professor am Lehrstuhl für russische Sprache der Philologischen Fakultät der Lomonossow-Universität Moskau[3]